# Amphicnemis remiger
Amphicnemis remiger là một loài chuồn chuồn kim trong họ Coenagrionidae.
Amphicnemis remiger được Laidlaw miêu tả khoa học năm 1912.